# Падальники
Падальники, или троксы, или песчаники, или троги́ды (лат. Trogidae) — семейство жуков из надсемейства Scarabaeoidea.

## Описание
Жуки мелких, реже средних размеров. Длина 2,5—20 мм. Окраска блеклая: чёрная, серая, коричневая или желтовато-коричневая. Усики 10-члениковые с 3-члениковой булавой;
Средние тазики соприкасающиеся, очень короткие — меньше половины длины средней голеней. Брюшко с 5 видимыми стернитами. Надкрылья полностью прикрывают пигидий, с бороздками и бугорками.

## Экология
Живут эти жуки на костях, сухих трупах и экскрементах.

## Систематика
Всего около 330 видов. На территории бывшего СССР обитает около 12 видов, относящихся к одному роду.
Семейство разделяют на пять подсемейств и 10 родов
- †Avitortorinae Nikolajev, 2007
  - †Avitortor Ponomarenko, 1977
- †Kresnikinae Tihelka, Huang & Cai, 2020
  - †Kresnikus Tihelka, Huang & Cai, 2020
- Omorginae Nikolajev, 2005
  - †Cretomorgus Nikolajev, 2007
  - Omorgus Erichson, 1847
  - Polynoncus Burmeister, 1876
- †Prototroginae Nikolajev, 2000
  - †Prototrox Nikolajev, 2000
- Troginae MacLeay, 1819
  - Glyptotrox Nikolajev, 2016
  - †Paratrox Nikolajev, 2009
  - Phoberus MacLeay, 1819
  - Trox Fabricius, 1775